# 脈絡叢
脉络丛（choroid plexus）是由富含血管的软脑膜与室管膜直接相贴并突入脑室而成的皱襞状结构。因此处脉络组织高度发育，血管多次反复分支、积聚成丛状而得名。覆盖其表面的室管膜细胞形成脉络丛上皮，成为血液和脑脊液之间物质交换的界面，并产生脑脊液，也是产生脑脊液最主要结构。
脉络丛见于第三、第四脑室顶和部分侧脑室壁。

## 位置
脉络丛可见于除导水管、侧脑室前角和後角外的脑室系统各个部位。从侧脑室下角上部延伸至侧脑室内侧，并通过室间孔分布至第三脑室顶端。第四脑室接近小脑底部的部分也有脉络丛分布。

## 结构
脉络丛有大量的毛细血管以及与脑室分隔的绒毛上皮细胞构成。血浆滤过这些细胞形成脑脊液。在脑脊液形成过程中，也有大量的主动运输过程将物质移入或移出脑脊液。